# Jan Broberg
Jan Broberg, född 9 december 1932 i Malmö, död 29 mars 2012 i Lund, var en svensk litteraturkritiker, litteraturhistoriker och författare. 
Broberg var en av Sveriges främsta deckarexperter och medgrundare av samt en av förgrundsgestalterna när Svenska Deckarakademin grundades 1971. Sedan dess ägnade han sig bland annat åt att redigera olika deckarantologier och delta i juryn som delar ut Svenska Deckarakademins diplom.

### Deckare
- Mord för ro skull (1964)
- Meningar om mord (1968) (intervjusamling)
- Mordisk familjebok (1972)
- Spionen i spegeln (1973)
- Ord om mord (1974)
- Lilla deckarguiden (1975)
- Korsförhör (1976) (intervjusamling)
- Mord i minne (1976)
- Brottsliga sidor (1979)
- Spänning och spioner (2001)

### Övriga böcker
- Ruinstäder och sagofolk (1968)
- Modern amerikansk prosa (1968)
- Flygande tigrar och ökenråttor (1970)
- Möten med utländska författare (1970)
- Djungeltempel, ökenstäder ... (1970)
- 1900-talets värld i diktens spegel (1971) (tillsammans med Josef Rydén)
- Riddar Blåskägg och Mannen med Järnmasken (1973)
- Inkaguld och revolvermän (1974)
- Sindbad Sjöfararen och Robin Hood (1983)
- I fantasins världar (1985)
- Den heliga Graal och Zorro (1990)
- Skräckens ansikte (1992)
- På fantasins vingar (1994)
- Äventyr i flydda tider. Historisk underhållning från Jean M. Auel till Herman Wouk (2003)
- Hemlig agent : spionage och sabotage genom tiderna (2006)

### Deckarantologier redigerade av Broberg
- Tretton kring mordet (1966)
- Spionage (1966)
- Mord i slutna rum (1967)
- Brott och skratt (1969)
- De stora detektiverna (1971)
- Flera stora detektiver (1972)
- Upp i rök (1973)
- Ett koppel blodhundar (1974)
- Hårdkokta herrar (1975)
- I sista sekunden (1976)
- Århundradets brott (1978)
- I ett nötskal (1980)
- Pusselbitar (1982)
- Svarta rosor (1983) (noveller av Cornell Woolrich)
- Mannen på gatan och andra berättelser (1984) (noveller av Georges Simenon)
- Ingenting är omöjligt (1985)
- Åklagarens vittne och andra noveller (1985) (noveller av Agatha Christie)
- En fråga om motiv (1986)
- Kvinnans list (1997)
- Det är från polisen ... (1999)

Fotnot: Där det inte nämns består antologierna av flera olika deckarförfattare

### Övriga antologier redigerade av Broberg
- En ros åt Emily och andra noveller (1990)
- Mister Evening (1992)
- Tolv prisvärda (1992)
- Tolv prisvärda poeter (1995)

## Priser och utmärkelser
- Grand Master-diplom 1982